# Henri Silvy
Henri Silvy, né le 5 septembre 1920 à Pertuis (Vaucluse) et mort au combat le 6 juin 1944 à Guidonia en Italie, est un diplomate et résistant français.
Jeune diplomate, il quitte son poste et s'engage dans les Forces françaises libres pendant la Seconde Guerre mondiale, participe à la campagne d'Italie comme chef de peloton de reconnaissance, et meurt au combat. Il est Compagnon de la Libération.

## Biographie

### Jeunesse, formation
Henri Léon Louis Silvy naît à Pertuis dans le Vaucluse le 5 septembre 1920,. Il est le fils d'un métallurgiste.
Après ses études à Aix-en-Provence et son baccalauréat obtenu en juillet 1937, il entre en novembre suivant à l'École libre des sciences politiques. Il en sort en 1939, major de la section diplomatique avec la mention « Très bien ».

### Diplomatie
Henri Silvy est nommé à Dublin en Irlande en janvier 1940, après le déclenchement de la Seconde Guerre mondiale. Il y est attaché d'ambassade stagiaire, et reçoit diverses propositions d'emplois diplomatiques à choisir après son stage.

### Dans la France libre
Mais Silvy préfère renoncer à sa situation diplomatique et passe en Angleterre pour s'engager dans les Forces navales françaises libres en décembre 1941, comme matelot,. Il fait ses classes sur le cuirassé Courbet.
Nommé aspirant peu après, il est affecté à Saint-Pierre-et-Miquelon où il est le chef de cabinet de l'administrateur de la colonie. Il publie à cette époque des poésies sous le titre Octobre 1942 et écrit dans plusieurs revues, mais il souhaite se battre.
Il gagne les États-Unis, y donne des conférences et participe à l'entrainement de commandos amphibies en Floride. Il part ensuite pour Alger où il décline un poste administratif et sert sous les ordres du général Juin comme officier interprète et du chiffre.
Henri Silvy insiste pour se battre directement. Il participe à la campagne d'Italie à partir d'avril 1944, au 1er régiment de fusiliers marins qui fait partie de la 1re division française libre. Il est le chef d'un peloton de reconnaissance.
Après la bataille de Naples, le 6 juin 1944 à Guidonia, Henri Silvy porte une attaque pour dégager un officier allié, mais il est tué à bout portant,. Il est enterré au cimetière de Rome.
Il est créé Compagnon de la Libération à titre posthume par le décret du 26 septembre 1945.

## Hommages et distinctions

### Distinctions
Les principales distinctions de Henri Silvy sont :
- Chevalier de la Légion d'honneur ;
- Compagnon de la Libération, par décret du 26 septembre 1945 ;
- Croix de guerre 1939-1945, avec palme ;
- Médaille de la Résistance.

### Autres hommages
- Son nom figure sur la grande stèle commémorative des compagnons de la Libération, au musée de l'Armée, à Paris.
- Une rue porte son nom à Pertuis[4], ainsi que l'auditorium de la médiathèque Les Carmes de cette ville[5].